# فزر أطلسي
الفزر الأطلسي (باللاتينية: Sideritis atlantica) نوع نباتي يتبع جنس الفزر من الفصيلة الشفوية.

## الموئل والانتشار
موطنه المغرب العربي.

## مرادفات للاسم العلمي
- (باللاتينية: Sideritis hyssopifolia subsp. atlantica (Pomel) Batt.)
- (باللاتينية: Sideritis pycnostachys Pomel ex Batt.)